# Sportler des Jahres 1979 (Deutschland)
Die Sportler des Jahres 1979 in Deutschland wurden von den Fachjournalisten gewählt und am Jahresende in Sindelfingen ausgezeichnet. Veranstaltet wurde die Wahl zum 33. Mal von der Internationalen Sport-Korrespondenz (ISK).

## Männer
| Platz | Sportler           | Sportart        | Punkte | Erfolge 1979                                                                  |
| ----- | ------------------ | --------------- | ------ | ----------------------------------------------------------------------------- |
| 1.    | Harald Schmid      | Leichtathletik  | 2385   | Europacup-Sieger 400 Meter Hürden mit Europarekord                            |
| 2.    | Gerd Wiltfang      | Springreiten    | 1057   | Europameister, Zweiter Mannschaft                                             |
| 3.    | Manfred Kaltz      | Fußball         | 0861   | Deutscher Meister mit dem Hamburger SV                                        |
| 4.    | Dietmar Mögenburg  | Leichtathletik  | 0755   | Junioreneuropameister Hochsprung                                              |
| 5.    | Eberhard Gienger   | Turnen          | 0716   | Europameisterschaftsdritter Barren                                            |
| 6.    | Rolf Milser        | Gewichtheben    | 0487   | Weltmeisterschaftszweiter Zweikampf, Europameister Stoßen mit Weltrekord      |
| 7.    | Manfred Hofmann    | Handball        | 0418   | Europapokalsieger der Landesmeister mit dem TV Großwallstadt                  |
| 8.    | Dietrich Thurau    | Straßenradsport | 0356   | Zweiter Punktewertung Tour de France, Weltmeisterschaftszweiter Straßenrennen |
| 9.    | Guido Kratschmer   | Leichtathletik  | 0355   |                                                                               |
| 10.   | Hans-Werner Grosse | Segelfliegen    | 0234   | Diverse Rekorde Doppelsitzer                                                  |

## Frauen
| Platz | Sportler             | Sportart        | Punkte | Erfolge 1979                                                                |
| ----- | -------------------- | --------------- | ------ | --------------------------------------------------------------------------- |
| 1.    | Christa Kinshofer    | Ski Alpin       | 1209   | Weltcupsiegerin Riesenslalom                                                |
| 2.    | Cornelia Hanisch     | Fechten         | 1040   | Weltmeisterin Florett, Dritte Mannschaft                                    |
| 3.    | Sylvia Hanika        | Tennis          | 0480   | Viertelfinale US Open                                                       |
| 4.    | Annegret Richter     | Leichtathletik  | 0241   | Deutsche Meisterin 100- u. 200-Meter-Lauf, Sprintstaffel                    |
| 5.    | Sabine Everts        | Leichtathletik  | 0219   | Junioreneuropameisterin Fünfkampf mit Juniorenweltrekord, Zweite Weitsprung |
| 6.    | Beate Habetz         | Straßenradsport | 0215   | Weltmeisterschaftsdritte Straßenrennen                                      |
| 7.    | Petra Schneider      | Rollkunstlauf   | 0123   | Weltmeisterin                                                               |
| 8.    | Elisabeth Demleitner | Rennrodeln      | 0113   | Weltmeisterschaftszweite                                                    |
| 9.    | Dagmar Lurz          | Eiskunstlauf    | 087    | Europameisterschaftszweite, Weltmeisterschaftsvierte                        |
| 10.   | Marion Aizpors       | Schwimmen       | 066    | Deutsche Meisterin 100 u. 200 Meter Freistil                                |

## Mannschaften
| Platz | Sportler                                                                                 | Sportart       | Punkte | Erfolge 1979                                              |
| ----- | ---------------------------------------------------------------------------------------- | -------------- | ------ | --------------------------------------------------------- |
| 1.    | TV Großwallstadt                                                                         | Handball       | 0904   | Europapokalsieger der Landesmeister und Deutscher Meister |
| 2.    | „Hochsprung-Quartett“ (Dietmar Mögenburg, Carlo Thränhardt, Gerd Nagel, Andre Schneider) | Leichtathletik | 0684   | Sprünge über 2,30 Meter                                   |
| 3.    | Hamburger SV                                                                             | Fußball        | 0561   | Deutscher Meister                                         |
| 4.    | Hockeynationalmannschaft Frauen                                                          | Hockey         | 0411   | Weltmeisterschaftszweiter (IFWHA)                         |
| 5.    | Viererbob-Team Stefan Gaisreiter                                                         | Bobsport       | 0346   | Weltmeister                                               |
| 6.    | Fußballnationalmannschaft                                                                | Fußball        | 0187   | EM-Qualifikation                                          |
| 7.    | Borussia Mönchengladbach                                                                 | Fußball        | 0167   | UEFA-Pokalsieger                                          |
| 8.    | FC Tauberbischofsheim                                                                    | Fechten        | 0131   |                                                           |
| 9.    | VfL Gummersbach                                                                          | Handball       | 0100   | Europapokalsieger der Pokalsieger                         |
| 10.   | Faustballnationalmannschaft Männer                                                       | Faustball      | 088    | Weltmeister                                               |